# Adélia Iório
Adélia de Castro Iório (São Paulo, 8 de fevereiro de 1924 - São Paulo, 15 de junho de 2011) foi uma atriz e apresentadora brasileira, nascida em São Paulo foi casada com o também ator Átila Iório com quem teve uma filha Aimé de Castro Iório que foi casada com o ator Dedé Santana.
Foi apresentadora do programa "Adélia e suas Trapalhadas" na TV Excelsior de São Paulo até 1970.

## Filmografim
No Cinema
| Ano  | Título                             | Personagem         |
| ---- | ---------------------------------- | ------------------ |
| 1946 | No Trampolim da Vida               |                    |
| 1960 | Só Naquela Base                    |                    |
| 1960 | Os Dois Ladrões                    |                    |
| 1961 | Mulheres, Cheguei!                 | Esposa violenta    |
| 1961 | Os Três Cangaceiros                | Tranca-pés         |
| 1961 | Um Candango na Belacap             | Costureira         |
| 1961 | O Dono da Bola                     | Iracema            |
| 1962 | Bom Mesmo é Carnaval               | Filomena           |
| 1963 | Sonhando com Milhões               |                    |
| 1966 | Engraçadinha Depois dos Trinta     |                    |
| 1969 | No Paraíso das Solteironas         | Empregada          |
| 1969 | Deu a Louca no Cangaço             | Mulher do batalhão |
| 1971 | Nua e Atrevida                     |                    |
| 1972 | Jeca e o Bode                      | D. Carmela         |
| 1972 | Os Irmãos Sem Coragem              | Vizinha            |
| 1974 | Uma Tarde Outra Tarde              | Sinhazinha         |
| 1976 | Pedro Bó, o Caçador de Cangaceiros | Marieta            |

Na Televisão
| Ano  | Título                    | Personagem    | Notas                       |
| ---- | ------------------------- | ------------- | --------------------------- |
| 1964 | O Acusador                | —             |                             |
| 1970 | Adélia e suas Trapalhadas | Apresentadora |                             |
| 1981 | Plantão de Polícia        | —             | Episódio: "Morrer por Amor" |